# Sørup Sogn (Svendborg Kommune)
Sørup Sogn ist eine Kirchspielsgemeinde (dänisch: Sogn) in der Stadt Svendborg
auf der Insel Fyn (deutsch: Fünen) im südlichen Dänemark.
Bis 1970 gehörte sie zur Harde Sunds Herred im damaligen Svendborg Amt, danach zur Svendborg Kommune im
Fyns Amt, die im Zuge der  Kommunalreform zum 1. Januar 2007 in der
„neuen“
Svendborg Kommune in der Region Syddanmark aufgegangen ist.
Von den 27.594 Einwohnern von Svendborg leben 3838 im Kirchspiel Sørup (Stand: 1. Januar 2023). Im Kirchspiel liegt die Kirche „Sørup Kirke“.
Nachbargemeinden sind im Norden Kirkeby Sogn, im Osten Tved Sogn und Vor Frue Sogn, im Süden Sankt Nikolaj Sogn und Sankt Jørgens Sogn und im Westen Egense Sogn.